# Palus
Palus (flertal: paludes) er betegnelsen for en månesump, hvilket er en landskabsform på Månen. Der er tale om en mindre udgave af et månehav med kendetegn svarende til månehavenes.
Der kendes følgende paludes:
- Palus Epidemiarum
- Palus Putredinis
- Palus Somni